# Synagoge (Stadtschlaining)

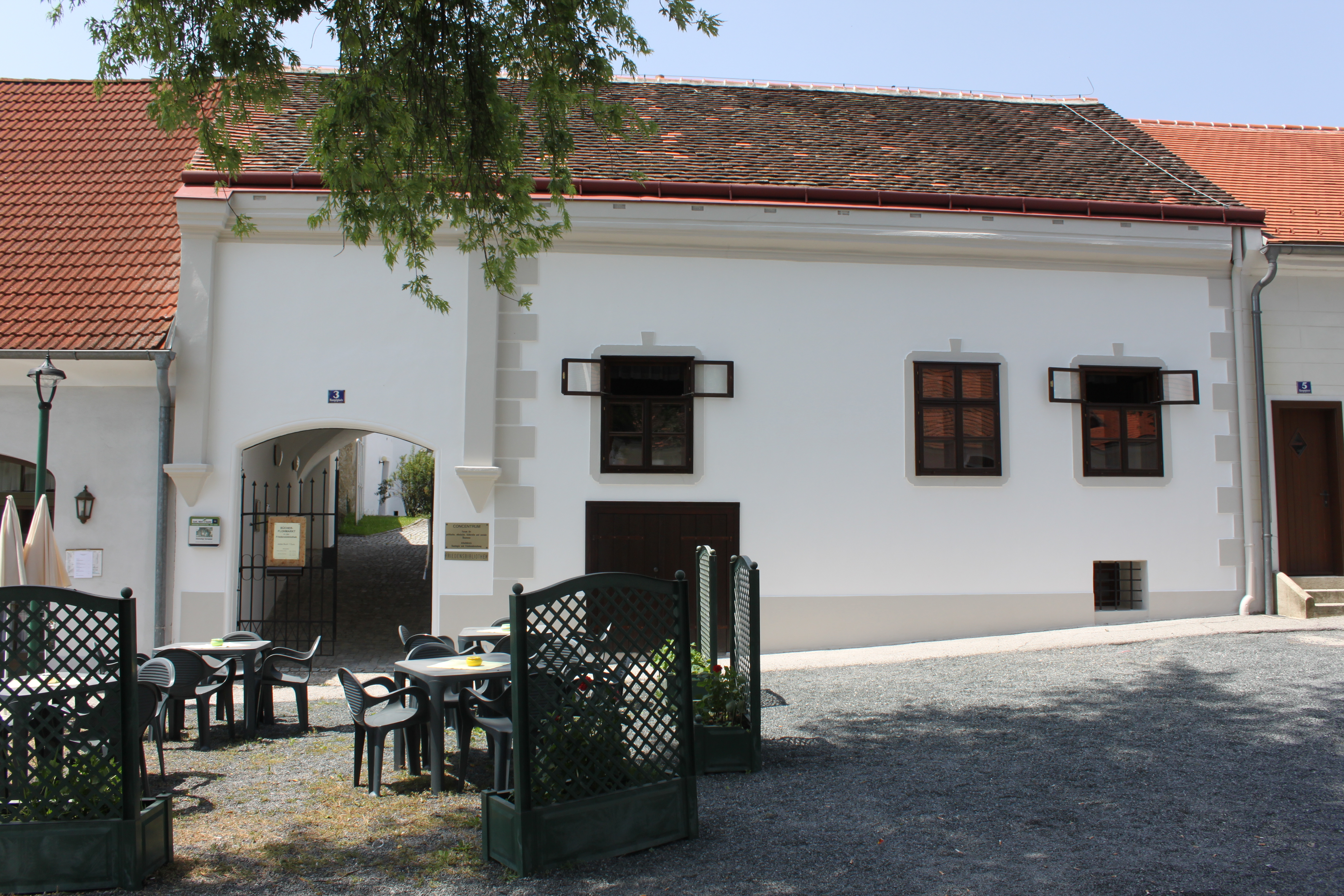
Rabbinatshaus am Hauptplatz

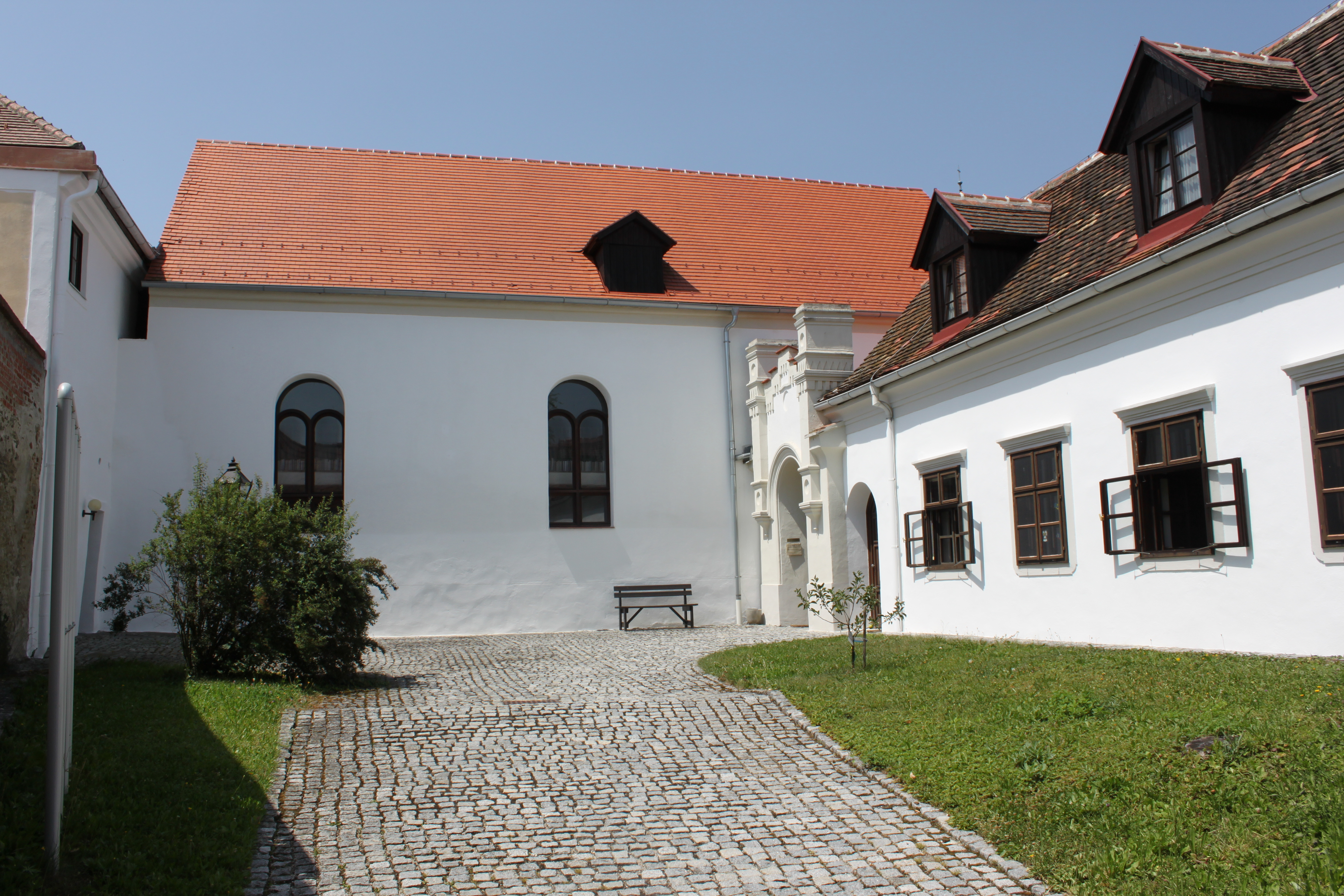
Synagogentrakt hinten im Hof

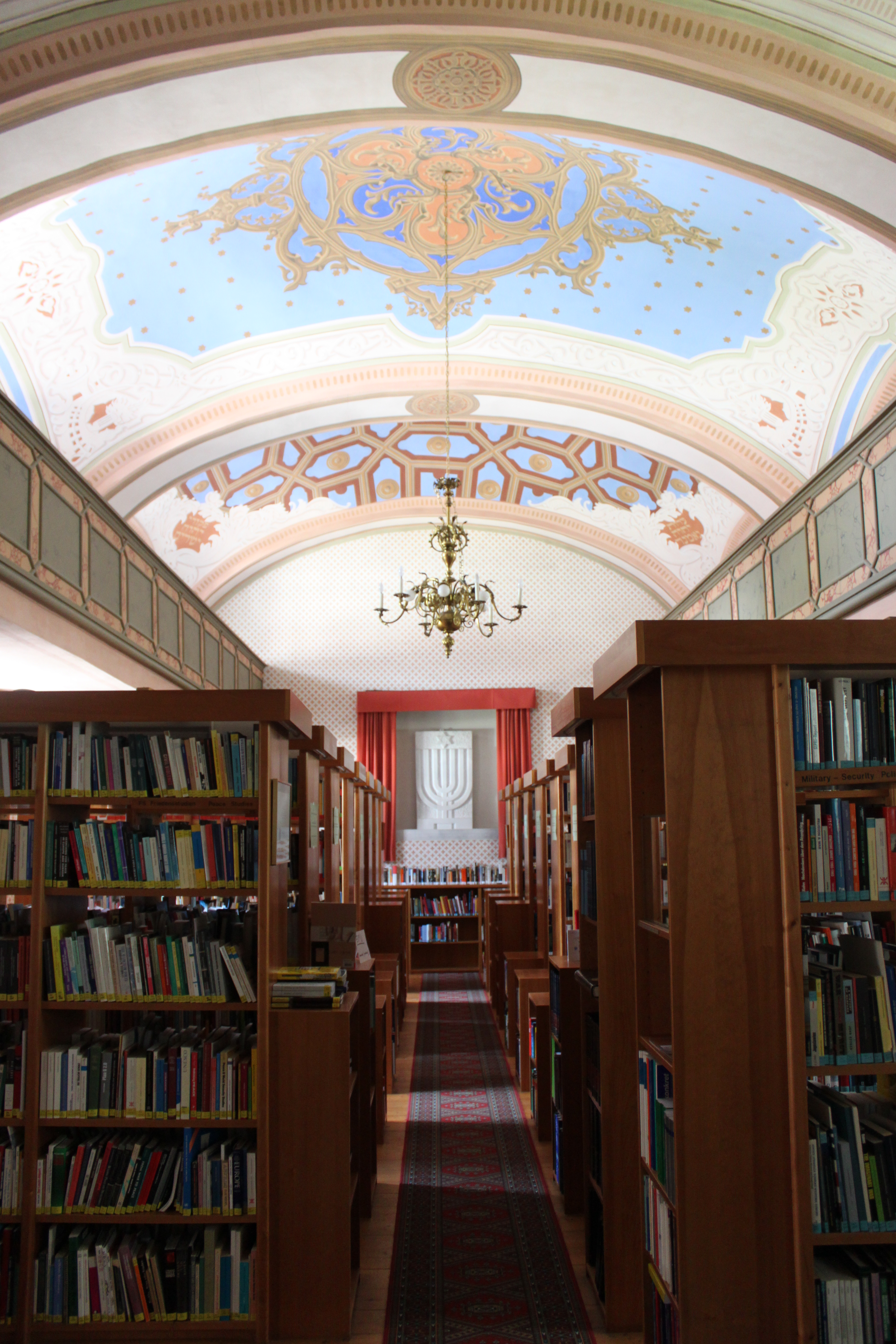
Tempelraum als Bibliothek

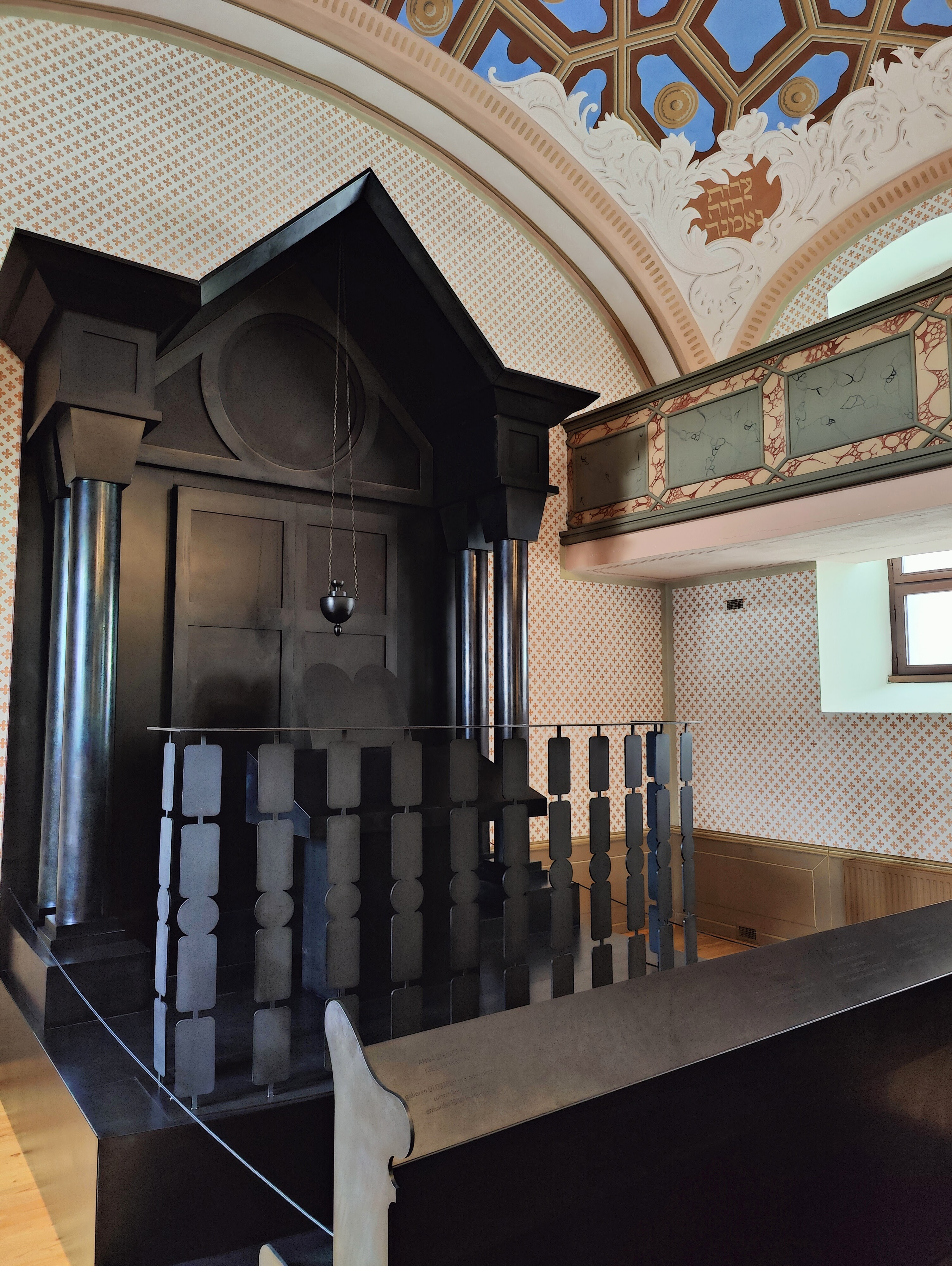
Synagoge als Erinnerungsort

Die Synagoge Stadtschlaining ist eine ehemalige Synagoge in der Stadtgemeinde Stadtschlaining im Burgenland. Die Synagoge befindet sich hofseitig hinter dem auch denkmalgeschützten Rabbinatshaus.

## Geschichte
Die jüdische Gemeinde des Ortes war bereits 1680 urkundlich genannt worden, und 1715 hatte Graf Sigmund I. Batthyány der jüdischen Gemeinde einen Betraum zur Verfügung gestellt. Die spätere Synagoge dürfte ursprünglich im 18. Jahrhundert gegründet worden sein und wurde im Hinterhof des Hauses Hauptplatz Nr. 3 errichtet. 1864 folgte ein Umbau, nachdem sich durch die tolerante Gesetzgebung von Ludwig Graf Batthyány die jüdische Bevölkerung des Ortes auf 650 Mitglieder bzw. auf 40 % der Einwohnerzahl erhöht hatte. Indessen sank die Zahl der Gemeindemitglieder nach der Liberalisierung der „Juden-Gesetze“ im damaligen Ungarn wieder ab. 1938 wurde die Synagoge während der Novemberpogrome verwüstet, die verbliebenen Juden wurden vertrieben. Die Einrichtungsgegenstände gingen während der Kriegsjahre verloren. Nach dem Zweiten Weltkrieg stand die Synagoge lange Zeit leer. In den 1980er-Jahren kaufte das österreichische Institut für Friedensforschung das Gebäude und begann mit der Renovierung. Auch die Deckengemälde aus der zweiten Hälfte des 19. Jahrhunderts wurden renoviert.

## Bibliothek
Das Österreichische Studienzentrum für Frieden und Konfliktlösung nutzte die ehemalige Synagoge von Ende der 1980er-Jahre bis 2020 als öffentliche Bibliothek, die mehr als 30.000 Bände sowie 150 in- und ausländische Zeitschriften umfasste. 2020 wurde die Bibliothek aus den Räumlichkeiten der Synagoge ausgelagert.

## Gedenkort
Im Zuge der Vorbereitungen für die Burgenländische Landesausstellung 2021 wurde in der ehemaligen Synagoge eine Ausstellung über die jüdische Gemeinde Stadtschlaining eingerichtet.